# 小行星7898
小行星7898（英語：7898 Ohkuma）是一颗围绕太阳公转的小行星。1995年12月15日，小林隆男在大泉町发现了此天体。
这颗小行星的绝对星等为250.5436845334176等。